# Julio María Fossas
Julio María Fossas Martínez (Barcelona, 1868 - ibídem, 1945) fue un arquitecto español.

## Trayectoria
Era hijo del también arquitecto Modesto Fossas Pi. Se tituló en 1890. Fue arquitecto municipal de Malgrat, Masnou y Arenys de Mar. Fue también arquitecto de la Sección de Ornato del Ayuntamiento de Barcelona. Como arquitecto jefe de la Sección Técnica del Fomento de la Propiedad construyó diversos edificios de casas baratas en Barcelona (C/ Conde Güell números 1 al 15 y 2 al 18, 1913) y Tarrasa (calles Martín Díaz, Arquímedes, Vallparadís y Comercial, 1913).
En sus obras realizadas en la primera década del siglo XX, de estilo modernista, mostró la influencia de Antoni Gaudí y Juan Rubió, como se denota en las casas Josefa Villanueva (C/ Valencia 312, 1904-1909) y Marià Pau (C/ Roger de Lauria 129, 1907), ambas en Barcelona. Desde 1915 se enmarcó en una tendencia clasicista de corte monumentalista vinculada al novecentismo, como se evidencia en el edificio de la Compañía Transmediterránea (Vía Layetana 2, 1917) —actualmente perteneciente al Ministerio de Justicia— o en el edificio de viviendas de la avenida República Argentina 2 de Barcelona (1921).
Otras obras suyas son: la Quinta San Rafael en Tarragona (1912), la casa Sofía García en Barcelona (1912-1914), la iglesia parroquial de San Antonio Abad en Corbera de Llobregat (1911-1929), el paseo marítimo de Caldas de Estrach (1925), las casas Jaumar en Barcelona (1930), y el edificio Cal Senyor en Masnou.
Fue autor también de varios panteones en el cementerio de Montjuic: panteón Bastinos (1899), un conjunto de aire monumental con forma de cruz, en que cada brazo de la cruz tiene la forma de un gran sarcófago, elevado del suelo por un pedestal sobre columnas, con decoración esculótica de Josep Campeny; A Pascual Madoz (1901), un monumento funerario compuesto de un zócalo con un pedestal y un busto de mármol de Madoz, esculpido por Rafael Atché; panteón Borràs-Figueras (1906), compuesto por un sarcófago decorado con motivos ornamentales relacionados con la marina mercante, una cruz y un ángel con las alas desplegadas; la sepultura de Ramón Blanco y Erenas (1908), un túmulo de piedras sin trabajar con un grupo escultórico de Josep Campeny, compuesto por una cruz y dos ángeles; y el hipogeo Cebrià Pagés (1910), excavado en la roca, con una magnífica portalada de forma trilobulada, con dos columnas laterales cuyos capiteles enlazan con los relieves de adornos vegetales que decoran las paredes, puerta de hierro forjado con forma de cruz, y una aguja con un ángel bajo dosel.

## Galería

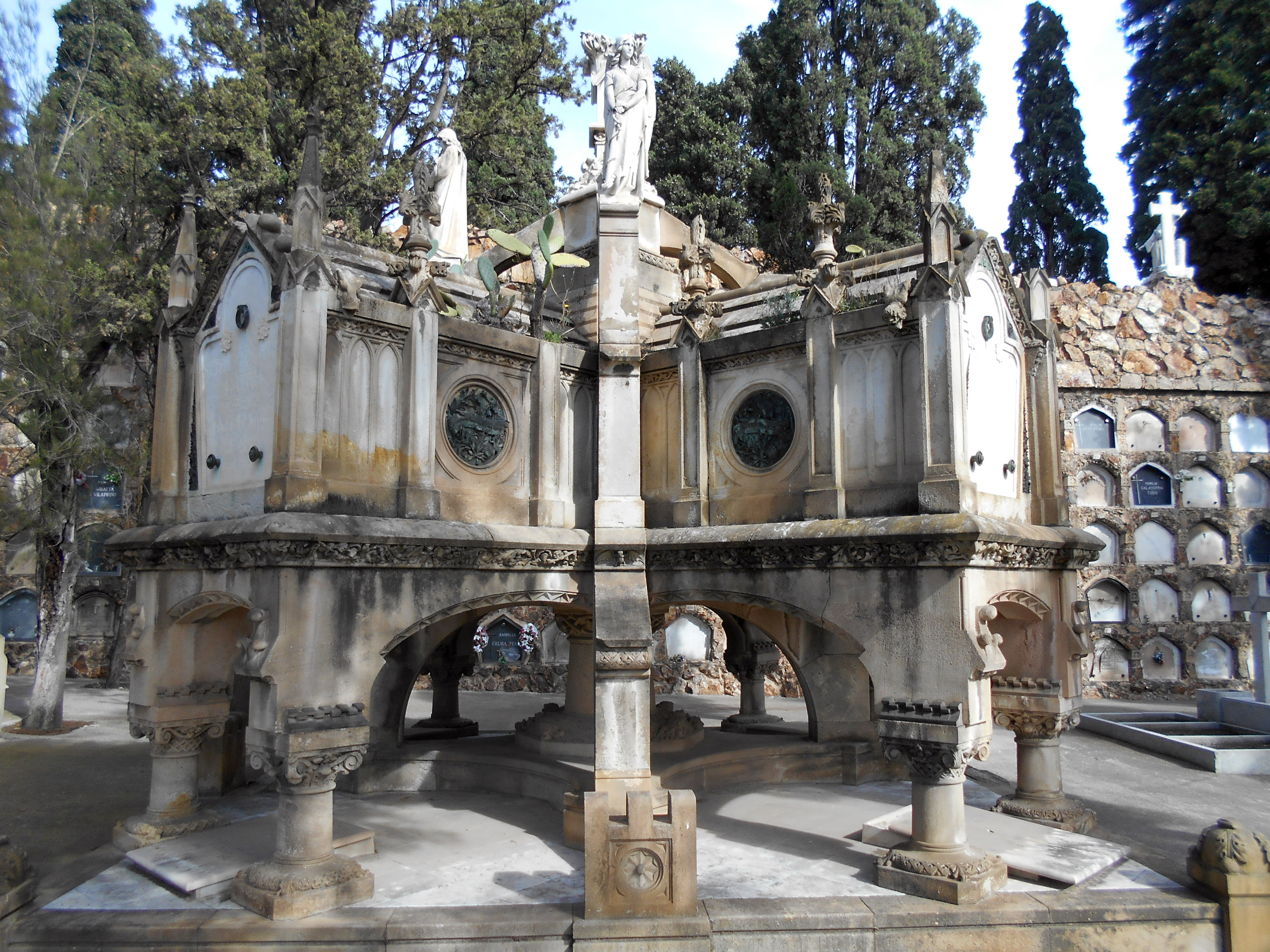
Panteón Bastinos, cementerio de Montjuic (1899).
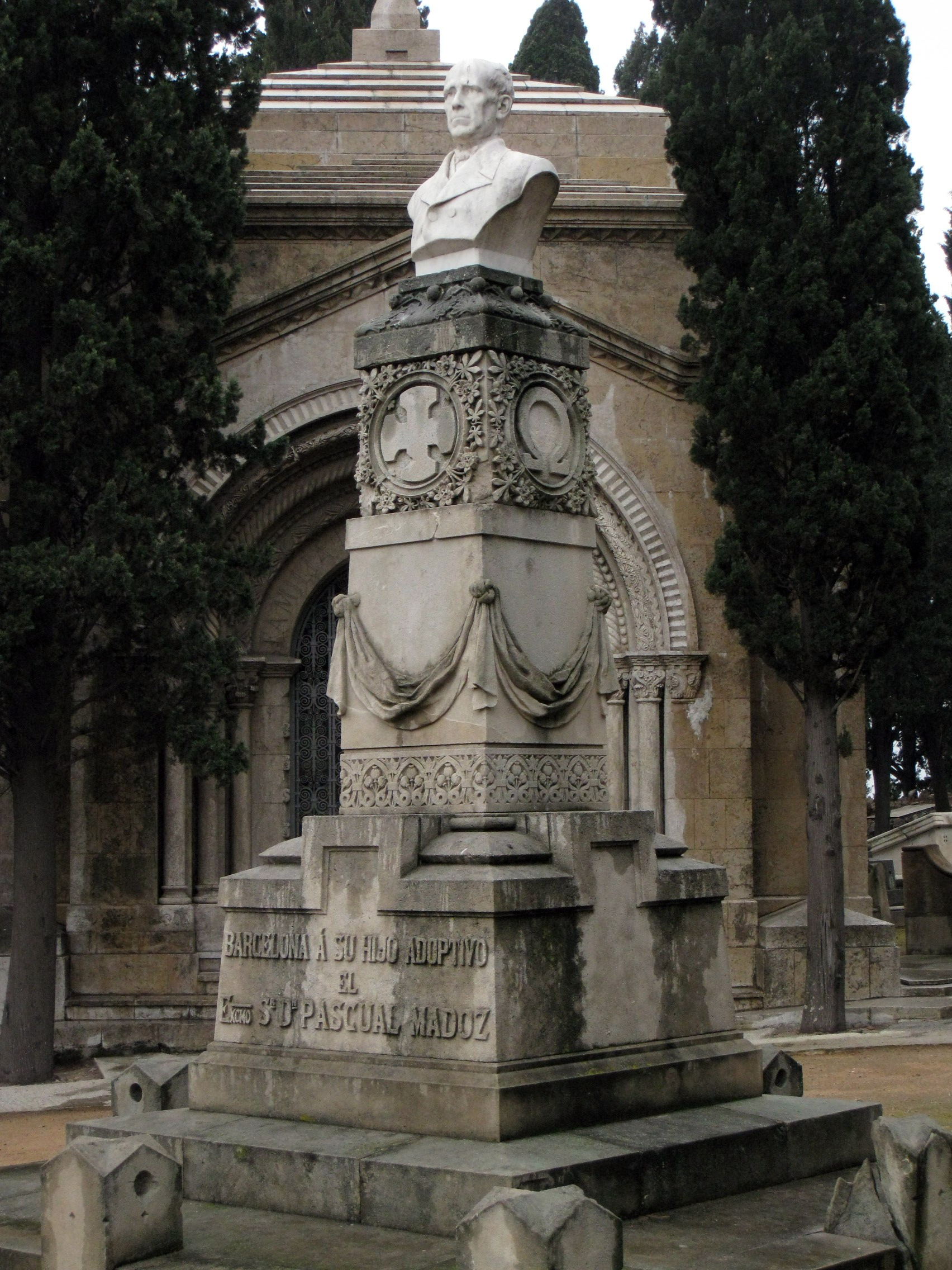
A Pascual Madoz, cementerio de Montjuic (1901).
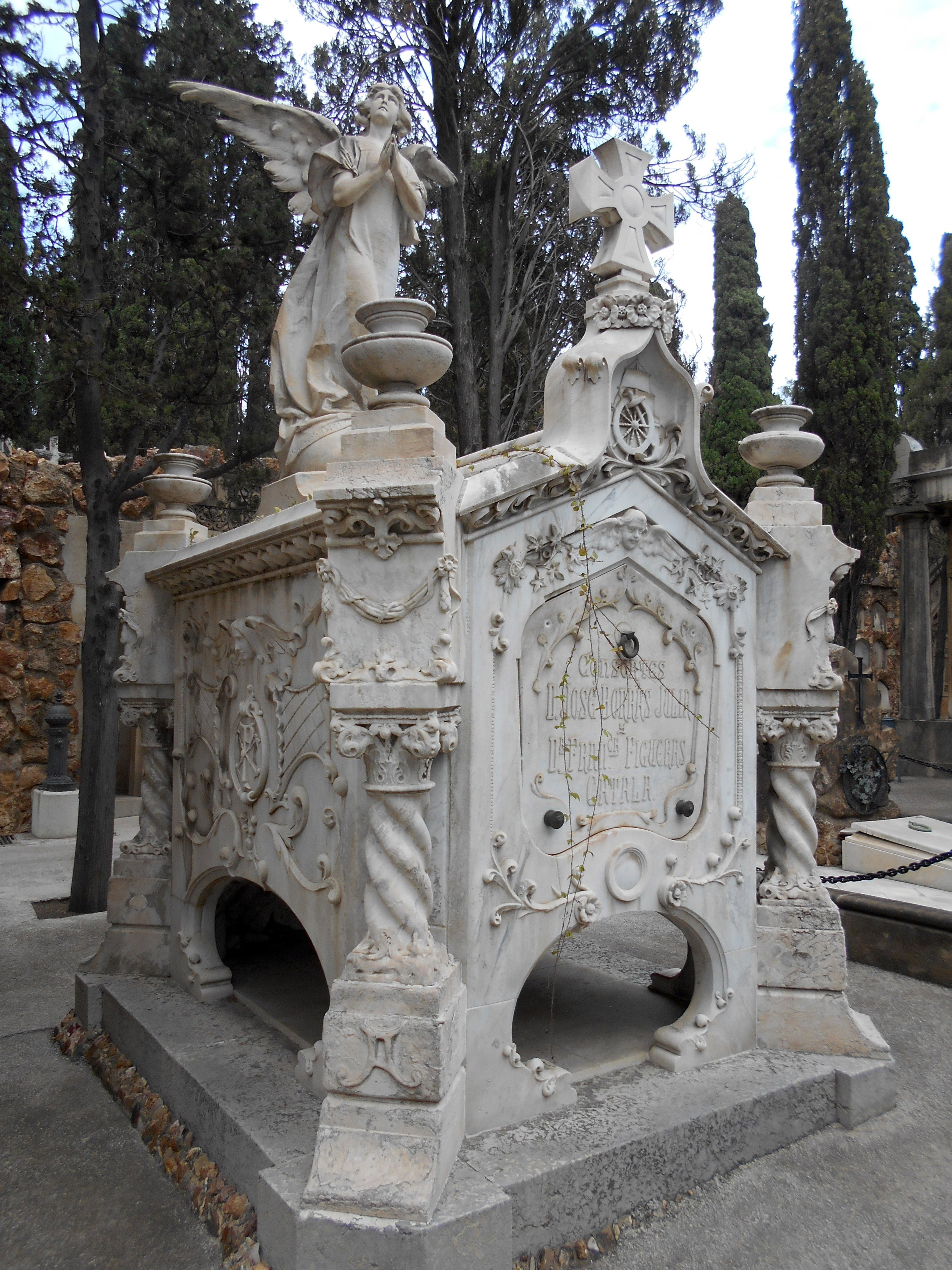
Panteón Borràs-Figueras, cementerio de Montjuic (1906).
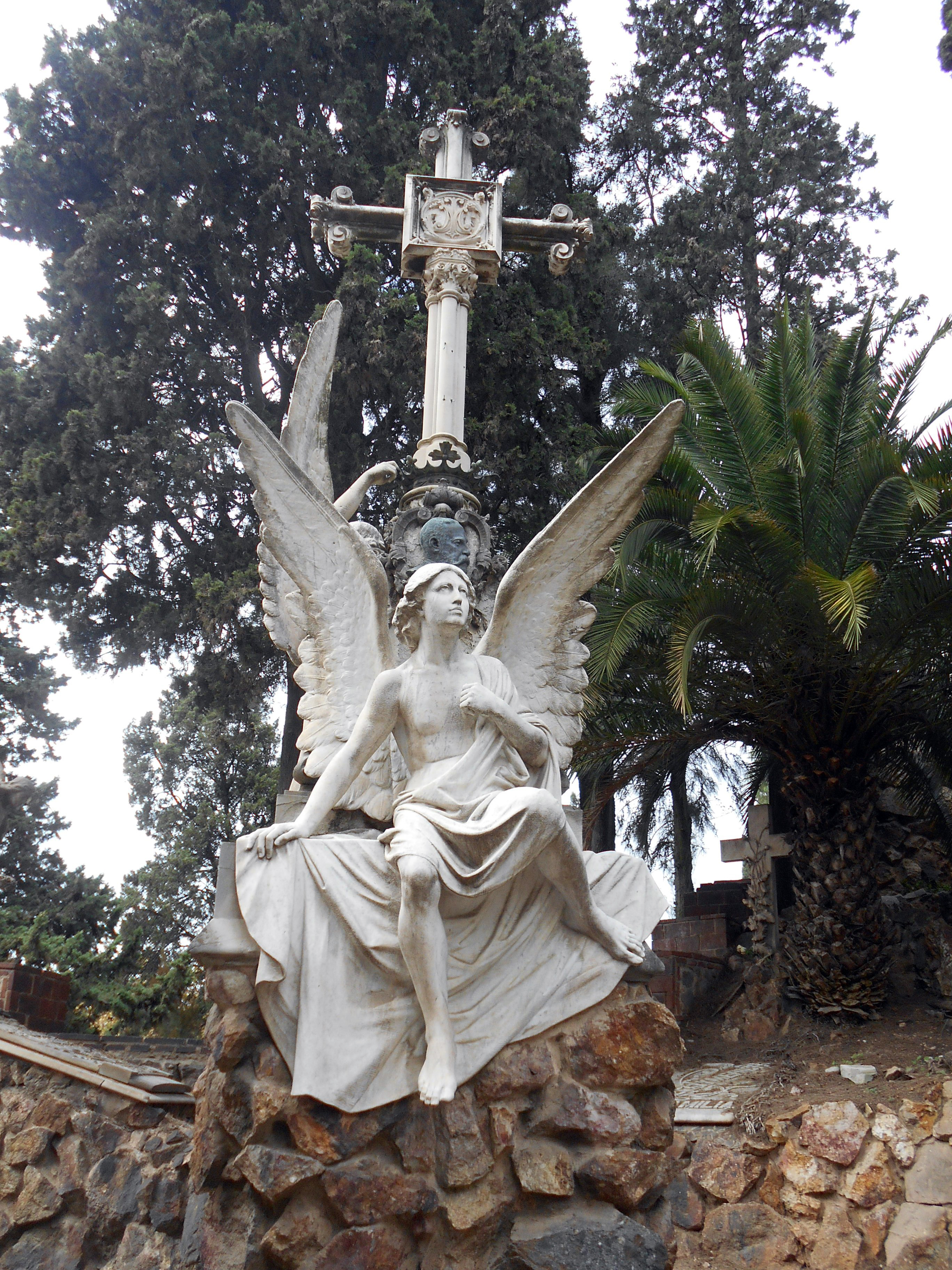
Sepultura de Ramón Blanco y Erenas, cementerio de Montjuic (1908).
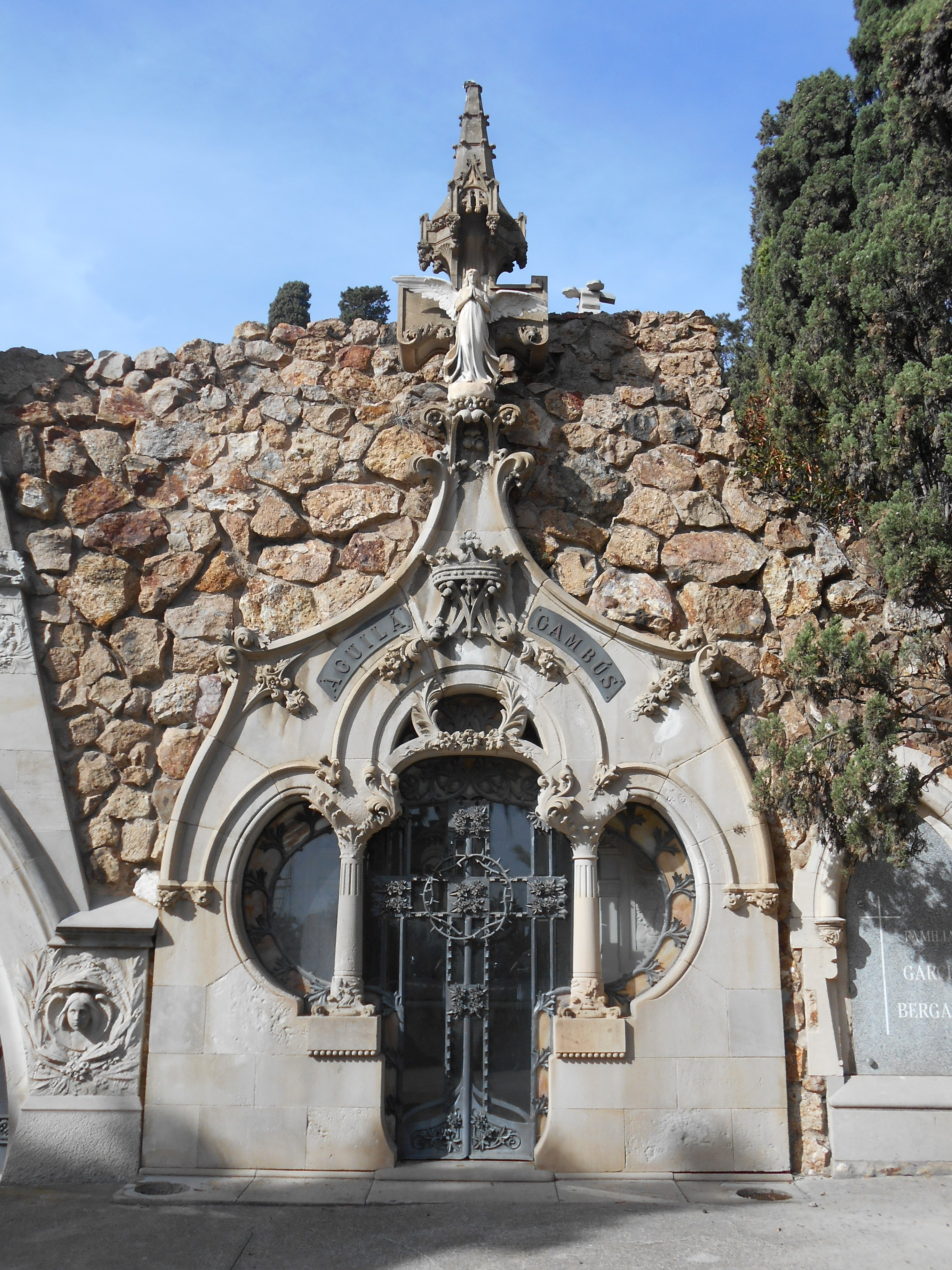
Hipogeo Cebrià Pagés, cementerio de Montjuic (1910).
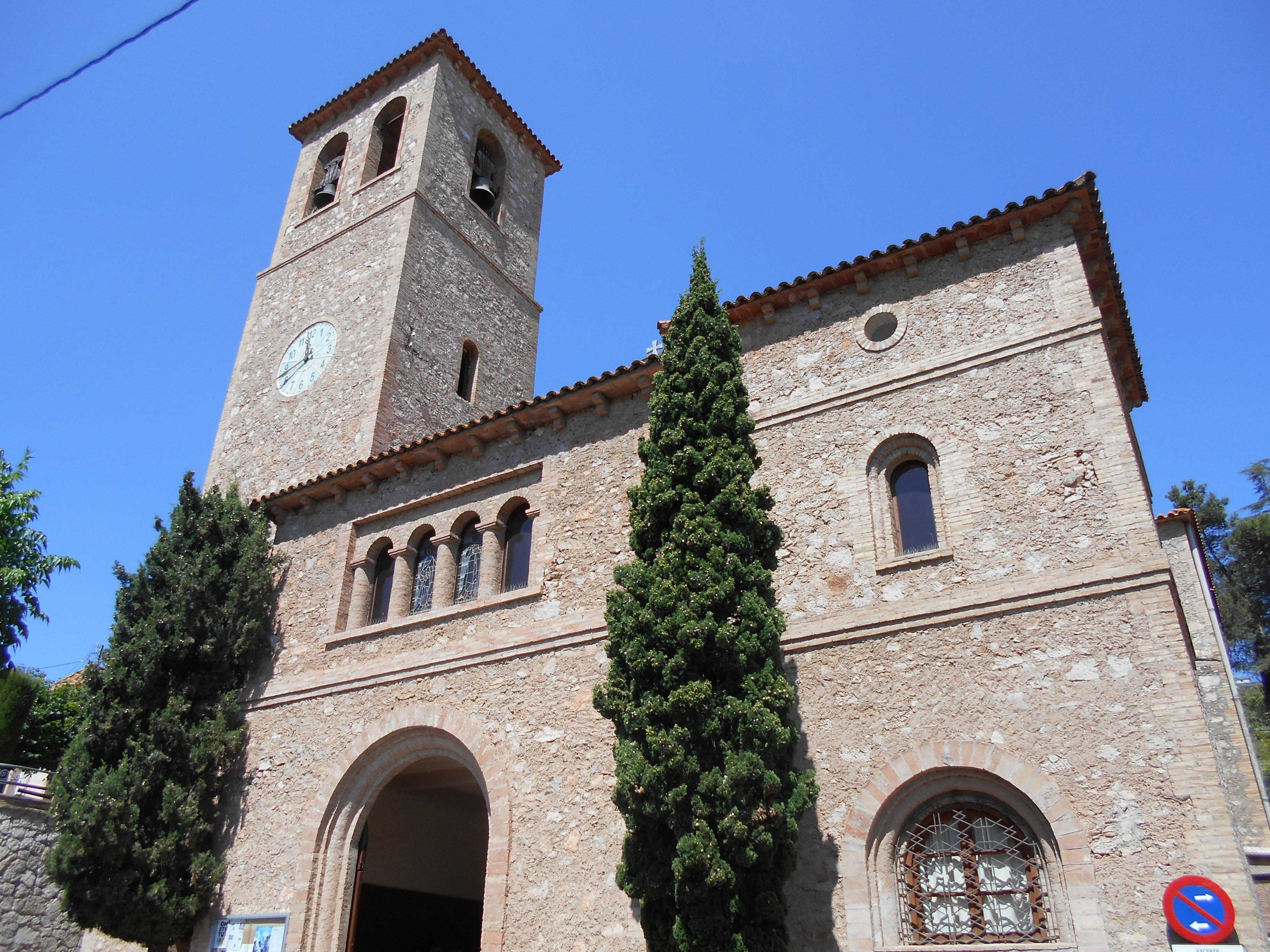
Iglesia de San Antonio Abad de Corbera de Llobregat (1911-1929).
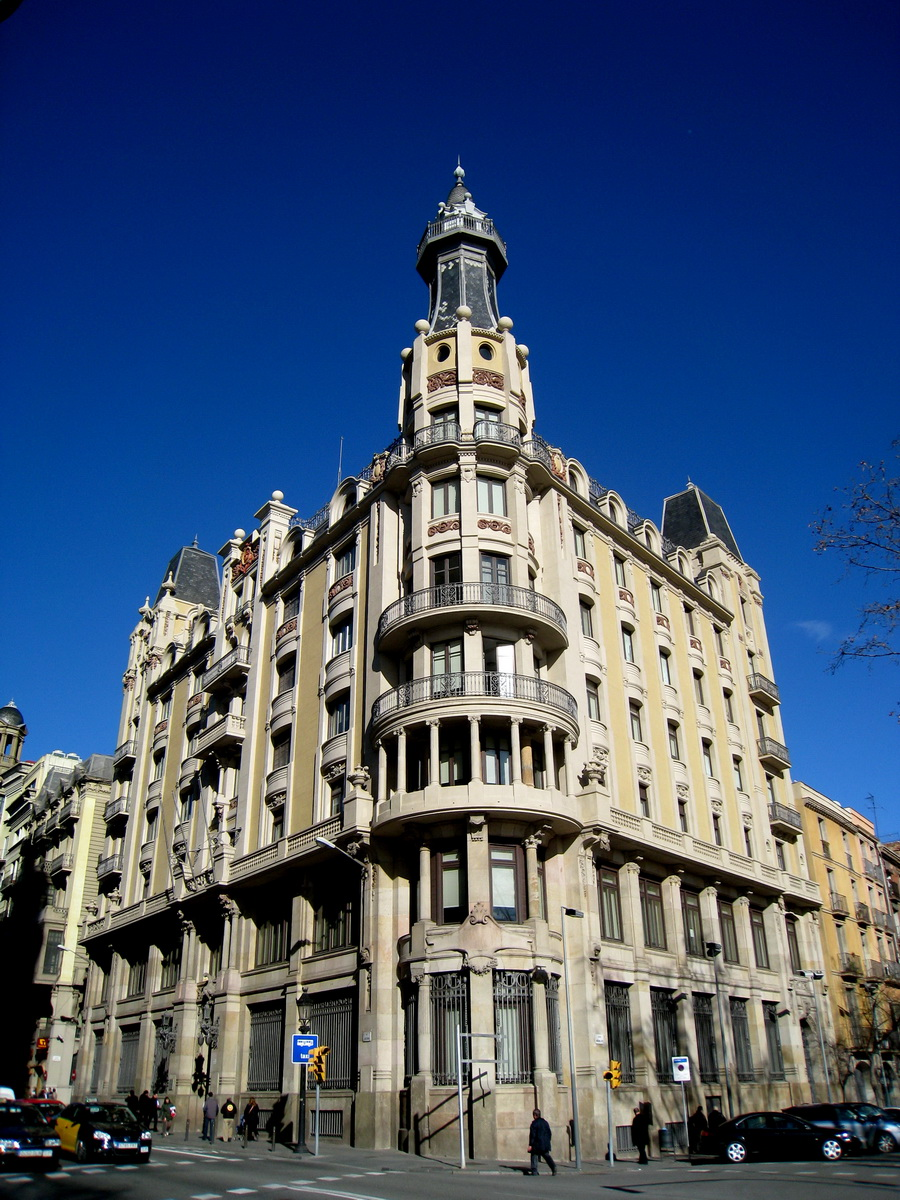
Edificio de la Compañía Transmediterránea, Vía Layetana 2, Barcelona (1917).
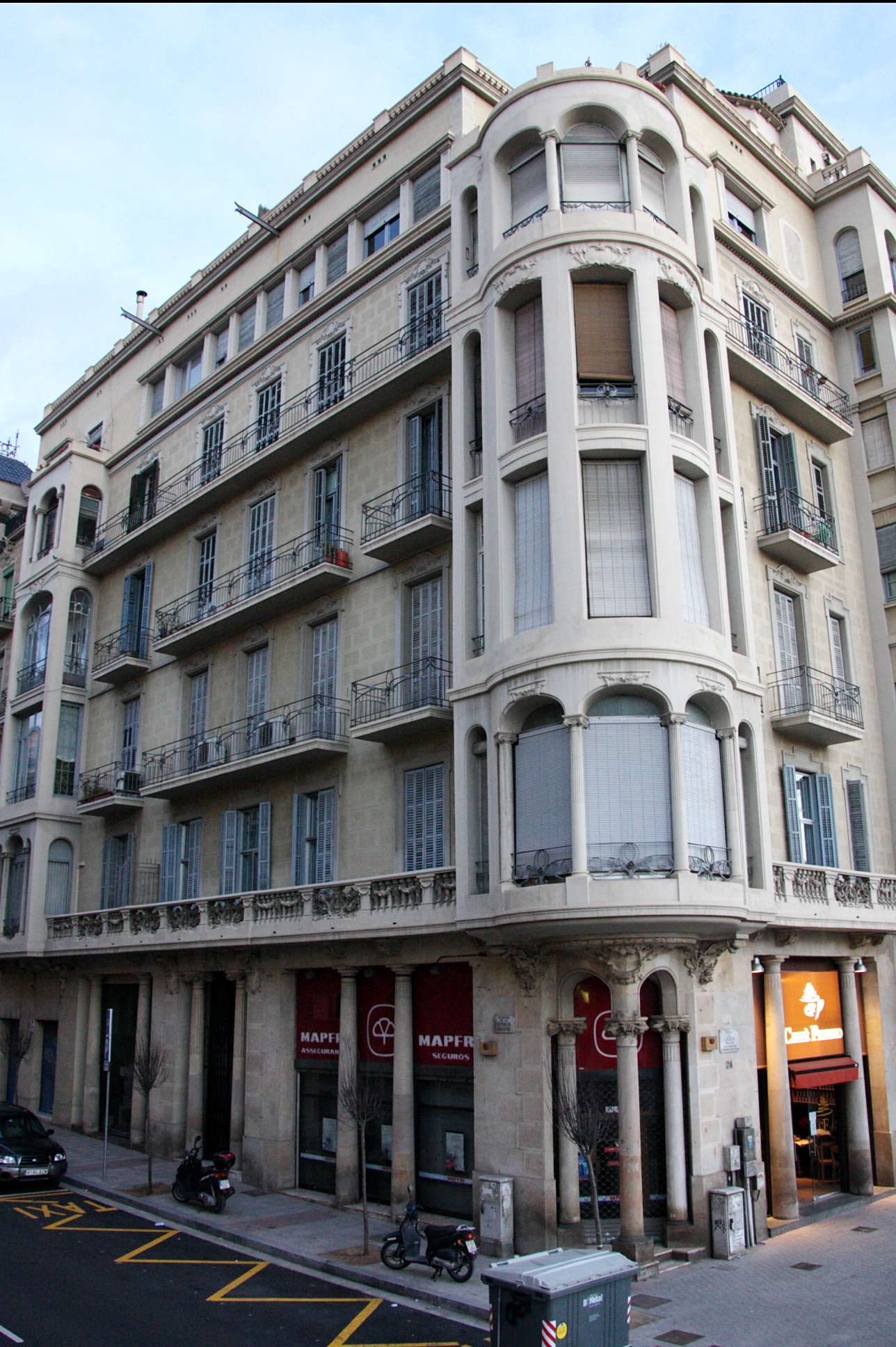
Edificio de viviendas de la avenida República Argentina 2, Barcelona (1921).